# Route nationale 22 (Luxemburg)
Die Route nationale 22 oder abgekürzt N22 – oftmals auch Attertstraße genannt – ist eine die Kantone Redingen und Mersch verbindende luxemburgische Nationalstraße mit 27,2 km Länge entlang des Verlaufs des Flüsschens Attert (in West-Ost-Richtung verlaufend).

## Aktueller Verlauf (Stand September 2023)
Die N22 beginnt an der Grenze zwischen Luxemburg und Deutschland und geht aus der belgischen N822 in die luxemburgische N22 über und verläuft zunächst nach Oberpallen.
Hinter Oberpallen verläuft sie in Richtung Osten durch den Ort Ell, überquert die Attert und weiter bis nach Redingen/Attert, Reichel, Everlingen und Useldingen.
Von Useldingen verläuft die N22 weiter bis Böwingen und Bissen bis nach Colmar-Berg, wo sie in die N7 einmündet und damit endet.

## Seitenäste
Derzeit gibt es zwei als N22A und N22B gewidmete Seitenäste.

### N22A
Derzeit gibt es einen als N22A gewidmeten Seitenast der N22, der bei Roudbaach von dieser abzweigt und über Preizerdlol-Platen verläuft und danach auf die N12 einmündet.
Die Trasse verläuft über die gesamte Länge von 420 am rechten Ufer des Roudbaachs entlang.

### N22B
Die 625 m lange N22B beginnt vis-à-vis vom Redinger Spital und verläuft auf ihrer gesamten Trasse auf dem Territorium der Gemeinde Redingen an der Attert. Sie wird innerhalb des Ortes von der N22 abzweigend über die Rue d'Ospern, die Allée es Tilleuls und die Rue de Hostert geführt und mündet dann wieder auf die N22.
Die Lannenallée in Lannen – ebenfalls Teil der N22B – steht seit dem 23. November 1990 auf der Liste der klassierten Monumente.

## Historische Entwicklung
Mit dem Planung der Strecke im Jahre 1857 wird die N22 erstmalig als Straße zwischen „Reichlingen und der luxemburgisch-belgischen Grenze bis nach Arlon“ beschrieben. 
Sie wurde in mehreren Etappen zwischen 1857 und 1858 (Mémorial A52/1857 / Mémorial A4/1858 / Mémorial A15/1858) erbaut.
Später wurde sie zweimal zwischen Colmar-Berg und Reichlingen verbreitert net deviendra la route de Geismühl (Colmar) par le fond de l'Attert à Reichlange et à la frontière belge, vers Arlon. Diese zweite Sektion wurde Schrittweise zwischen 1861 und 1874 in Betrieb genommen (Mémorial A27/1861 / Mémorial A23/1863 / Mémorial A27/1864 / Mémorial A8/1866 / Mémorial A23/1869 / Mémorial A10/1870 / Mémorial A11/1870 / Mémorial A38/1874).
Daraus entstandene Sektionen ersetzten jeweils die nachfolgend aufgeführten Vicinalwege:
- ein Teil der N° 39 zwischen Ettelbrück und Brouch über die Straße von Mersch nach Arlon und „Embranchement de Colmar“;
- N° 42 zwischen Useldange nach Bissen entlang der Attert;
- N° 100 zwischen Ell über die Straße nach Sæul in Richtung Wiltz, vis-à-vis von Reichlingen;
- N° 109 zwischen Useldange und Bissen entlang der Attert.

Im Jahre 1891 wurde eine Verbreiterung der Trasse innerhalb des neuen Abschnitts der Traversée de Redange (Mémorial A24/1891) vorgenommen.

## Bildergalerie

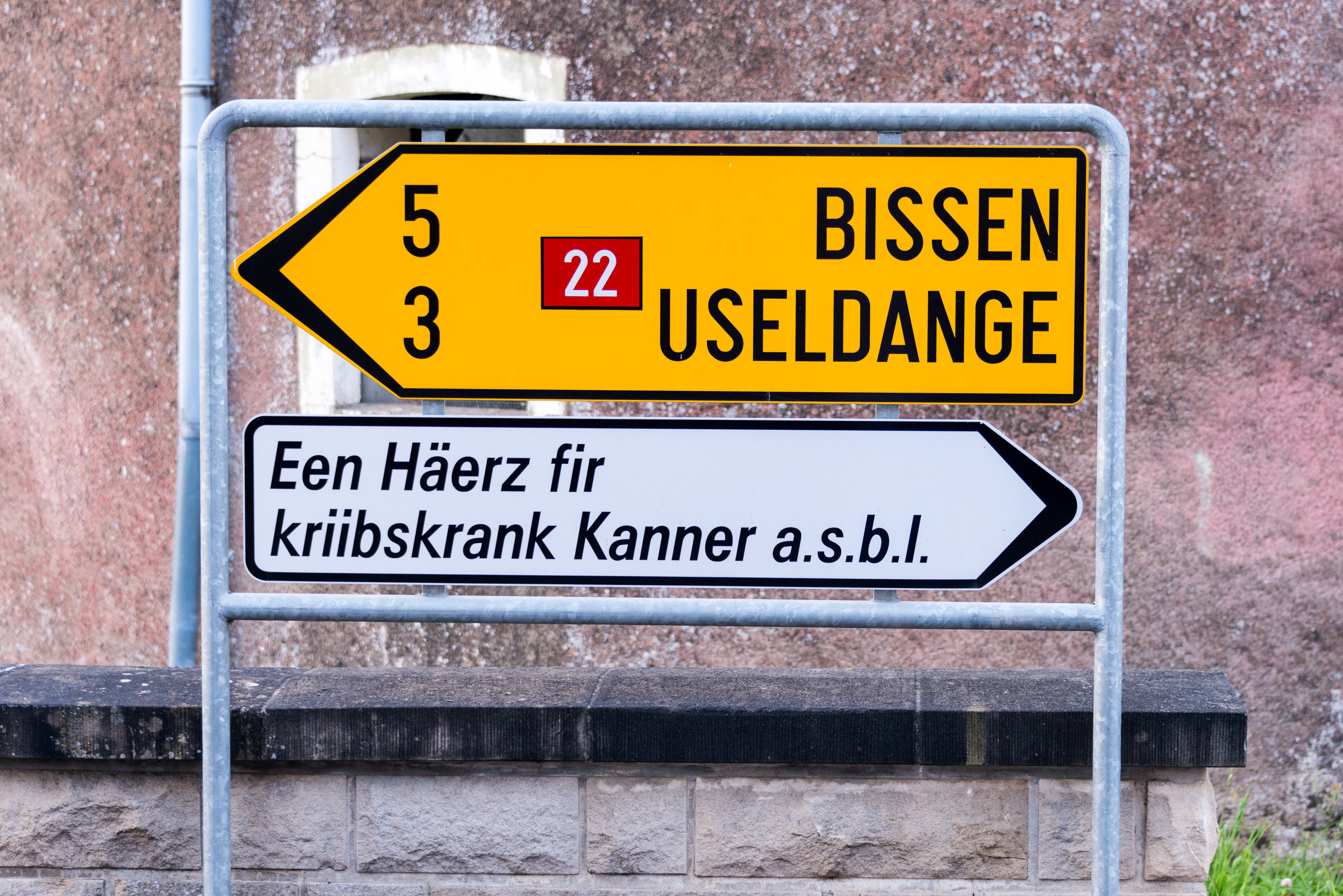
Wegweiser bei Bewingen
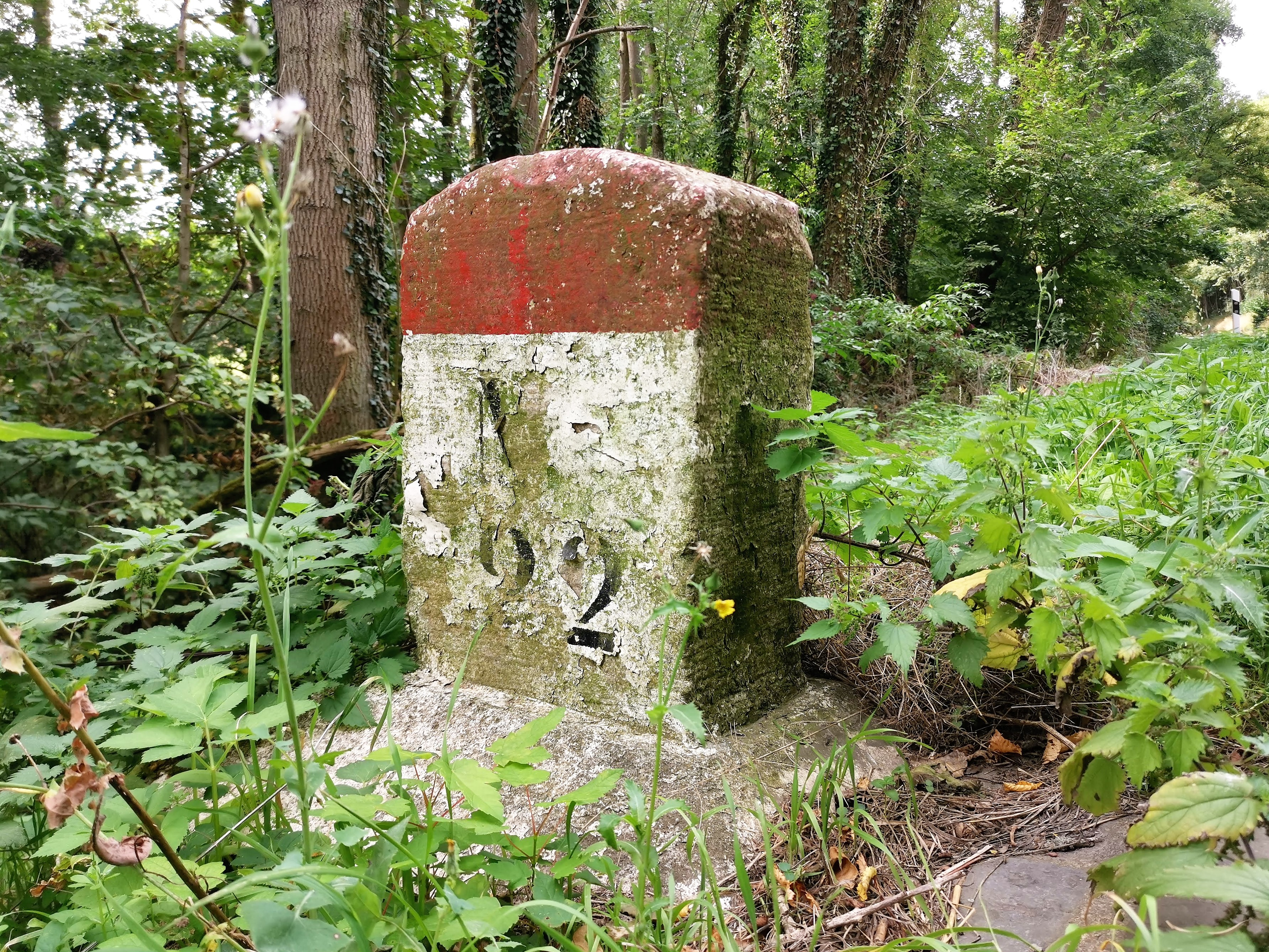
Markierungsstein an der N22 bei Useldingen
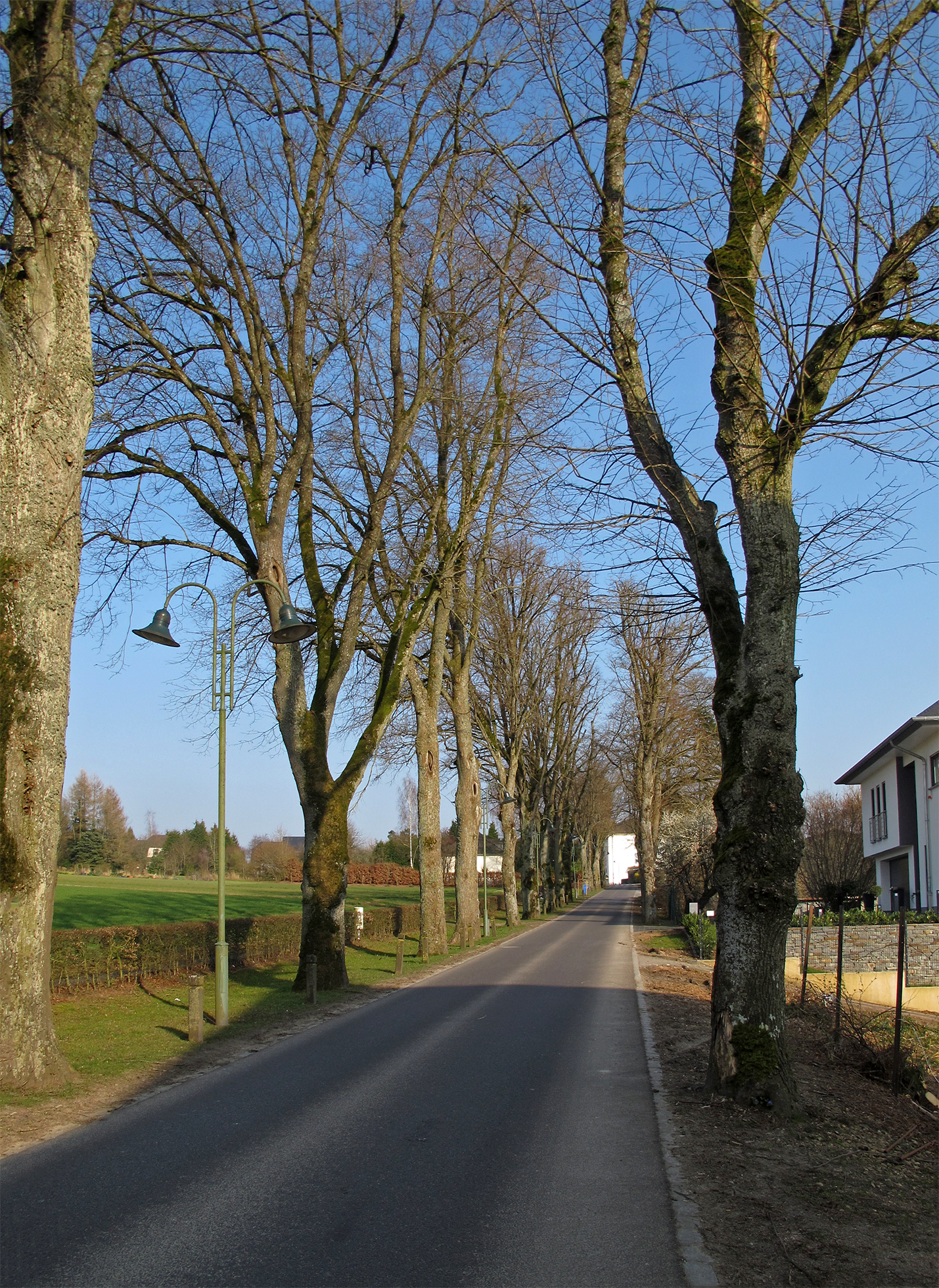
N22B bei Tilleuls